# Paya Tumpi I
Paya Tumpi I is een bestuurslaag in het regentschap Aceh Tengah van de provincie Atjeh, Indonesië. Paya Tumpi I telt 579 inwoners (volkstelling 2010).